# Zełenyj Rih
Zełenyj Rih (ukr. Зелений Ріг) – wieś na Ukrainie, w obwodzie czerkaskim, w rejonie humańskim, w hromadzie Żaszków. W 2001 liczyła 614 mieszkańców.